# Leiurus ater
Espèce
Leiurus ater est une espèce de scorpions de la famille des Buthidae.

## Distribution
Cette espèce est endémique du Tchad. Elle se rencontre au Tibesti.

## Publication originale
- Lourenço, 2019 : « Nouvelles considérations sur les Leiurus Ehrenberg, 1828 collectés dans la régión du Tibesti, Tchad et description d'une nouvelle espèce (Scorpiones: Buthidae). » Revista ibérica de aracnología, no 34, p. 133-137.